# Carcelia yongshunensis
Carcelia yongshunensis là một loài ruồi trong họ Tachinidae.